# 이문원 (1740년)
이문원(李文源: 1740년-1794년)은 조선 후기의 문신이다. 병조판서, 판의금부사, 예조판서 등을 역임했다. 자는 사질(士質)이다. 사도세자의 시강원 스승으로 사도세자의 비행의 책임을 지고 명예자살한 영의정 이천보의 11촌 조카다. 자식이 없는 이천보의 양자로 입적되었다.
오성과 한음을 능가하는 장난꾼이었다는 야담이 다수 전한다.